# كلايد (ألبرتا)
كلايد (بالإنجليزية: Clyde, Alberta)‏ هي قرية تقع في كندا في ألبرتا. يقدر عدد سكانها بـ 503 نسمة ومساحتها 1.36 كم2 وترتفع عن سطح البحر 650 متر.

## أعلام
- برينت بيلودو